# Söderheden
Söderheden är en högplatå med skogbevuxen hedmark söder om Näshultasjön, skild från denna genom en förkastningsbrant, inom Näshulta och Husby-Rekarne socknar, Eskilstuna kommun.
På flera håll i området finns mindre gårdar. Platån som tidigare var täckt av stora våtmarker avvattnas av ett flertal bäckar, kallade rändlar. Under äldre stenåldern utgjorde platån en ö, och en mängd stenyxor har påträffats i området. Vid Sandvik har mer än 30 yxor påträffats, ett tiotal yxor väster om Nyberga, och fyra inne i Svalboviken.
Under järn- och bronsålder tycks området ha saknat fast bosättning och koloniserats först under medeltiden, då Söderheden förefaller ha varit allmänning för Österrekarne härad. Barrö gård hade brist på bete och höll därför sina djur betandes på Söderheden. Man hade även sina slåttermarker vid Barrö slogar inom området, vilka då var myrmarker invid Björnmossen och Hjortronmossen, men nu är nästan helt torrlagda. Enligt Gustaf Rosenhane skulle området tidigare ha utnyttjats för fäboddrift. I slutet av 1500- och under 1600-talet gavs skattelättnader åt de frälsebönder som tog upp nya torp inom området. Hedensö, Barrö, Österby och Haneberg var de gårdar som anlade flest torp på Söderheden. Kråksten omtalas 1583, Kavartorp och Fålludden 1589, Sågen, Rökärr och Sandvik 1628, Dremo 1642 och Nyäng 1645. Många av nybyggarna var finnar. Rändlarna utnyttjades för kvarnar och sågar. Vid Boda fanns redan på 1500-talet en skvaltkvarn som på 1600-talet ersattes av en hjulkvarn och i slutet av 1600-talet anlades här även en såg. Vid Kvarntorp och Rökärr låg kvarnar och vid Nytorp en såg. Många av torpen växte efterhand till gårdar. I början av 1900-talet sålde Haneberg av sina arrendegårdar i området och många av de andra godsen följde efterhand. Huvuddelen av bebyggelsen på gårdarna härstammar från slutet av 1800-talet och början av 1900-talet. Flera äldre byggnader finns dock såsom en loftbod från 1700-talet och en boningshus från 1800-talet i Nyäng samt en loftbod vid Heden. Av det äldre odlingslandskapet märks de fortfarande öppna vidsträckta beteshagarna vid Vackernäs.
Vid Svalboviken uppstod 1894 ett mindre samhälle. 

## Historiska kartor

I en jordebok från 1600-talet över Hedensö säteri nämns flera gårdar och platser som räknas som en del av Söderheden.
Rökärr med omnejd.
Nyäng (till vänster).
Kvarntorp och Stocksjö (Näshulta 94:1).
Heden och Boda.
Fålludden och Sandvik.